# You're My Heart, You're My Soul (álbum)
You're My Heart, You're My Soul ("Eres mi corazón, eres mi alma") es un álbum recopilatorio que abarca la carrera del dúo alemán Modern Talking desde 1984 hasta 1986, con los éxitos de sus primeros cuatro álbumes. Fue lanzado al mercado en 1986. Es editado bajo el sello BMG Berlin Musik y producido, compuesto y arreglado por Dieter Bohlen y coproducido por Luis Rodríguez. 

## Lista de canciones
| #   | Título                                                   | Tiempo |
| --- | -------------------------------------------------------- | ------ |
| 1.  | "You're My Heart, You're My Soul" (Dieter Bohlen)        | 5:32   |
| 2.  | "One In A Million" (Dieter Bohlen)                       | 3:41   |
| 3.  | "Cheri Cheri Lady" (Dieter Bohlen)                       | 3:45   |
| 4.  | "Lucky Guy" (Dieter Bohlen)                              | 3:30   |
| 5.  | "Brother Louie" (Dieter Bohlen)                          | 3:41   |
| 6.  | "You Can Win If You Want" (Dieter Bohlen)                | 3:48   |
| 7.  | "With A Little Love" (Dieter Bohlen)                     | 3:33   |
| 8.  | "Let's Talk About Love" (Dieter Bohlen)                  | 3:53   |
| 9.  | "Don't Give Up" (Dieter Bohlen)                          | 3:18   |
| 10. | "Atlantis Is Calling (S.O.S. for Love)]" (Dieter Bohlen) | 3:48   |
| 11. | "Just Like An Angel" (Dieter Bohlen)                     | 3:13   |
| 12. | "Bells Of Paris" (Dieter Bohlen)                         | 4:16   |
| 13. | "In Shaire" (Dieter Bohlen)                              | 3:42   |
| 14. | "Riding On A White Swan" (Dieter Bohlen)                 | 3:52   |
| 15. | "Princess Of The Night" (Dieter Bohlen)                  | 3:55   |
| 16. | "Give Me Peace On Earth" (Dieter Bohlen)                 | 4:12   |

- Datos: Q6170327